# Rybocice
Rybocice (deutsch Reipzig) ist ein Dorf in der  polnischen Woiwodschaft Lebus. Es gehört zur Stadt-und-Land-Gemeinde Słubice (Dammvorstadt, bis 1945 Stadtteil von Frankfurt).

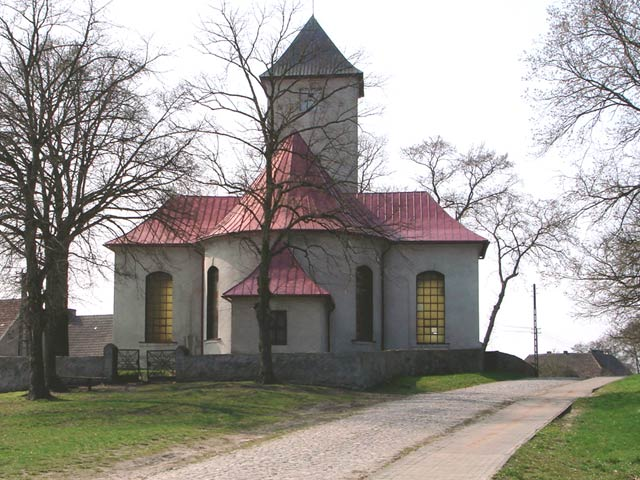
Dorfkirche

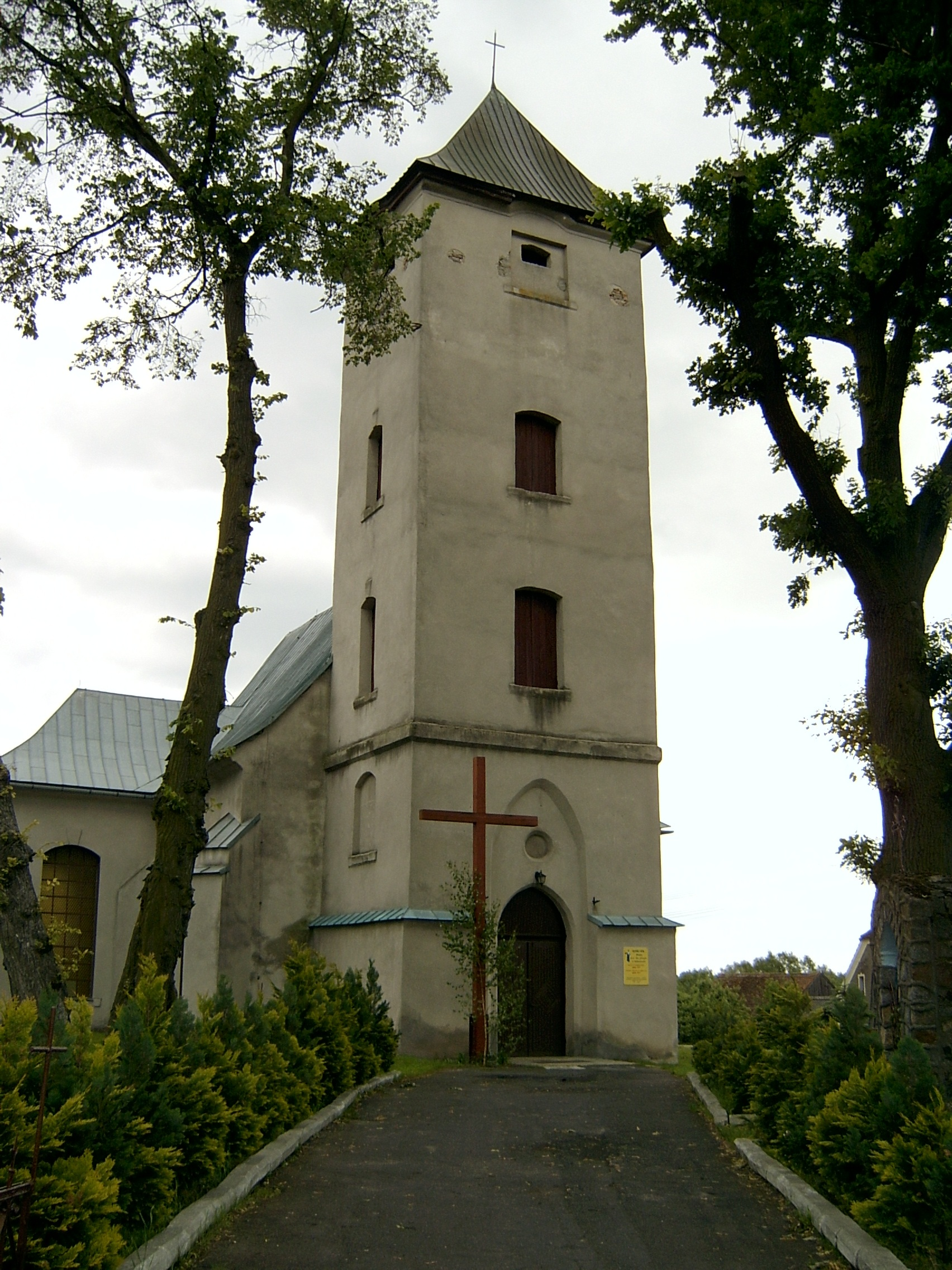
Turm der Dorfkirche

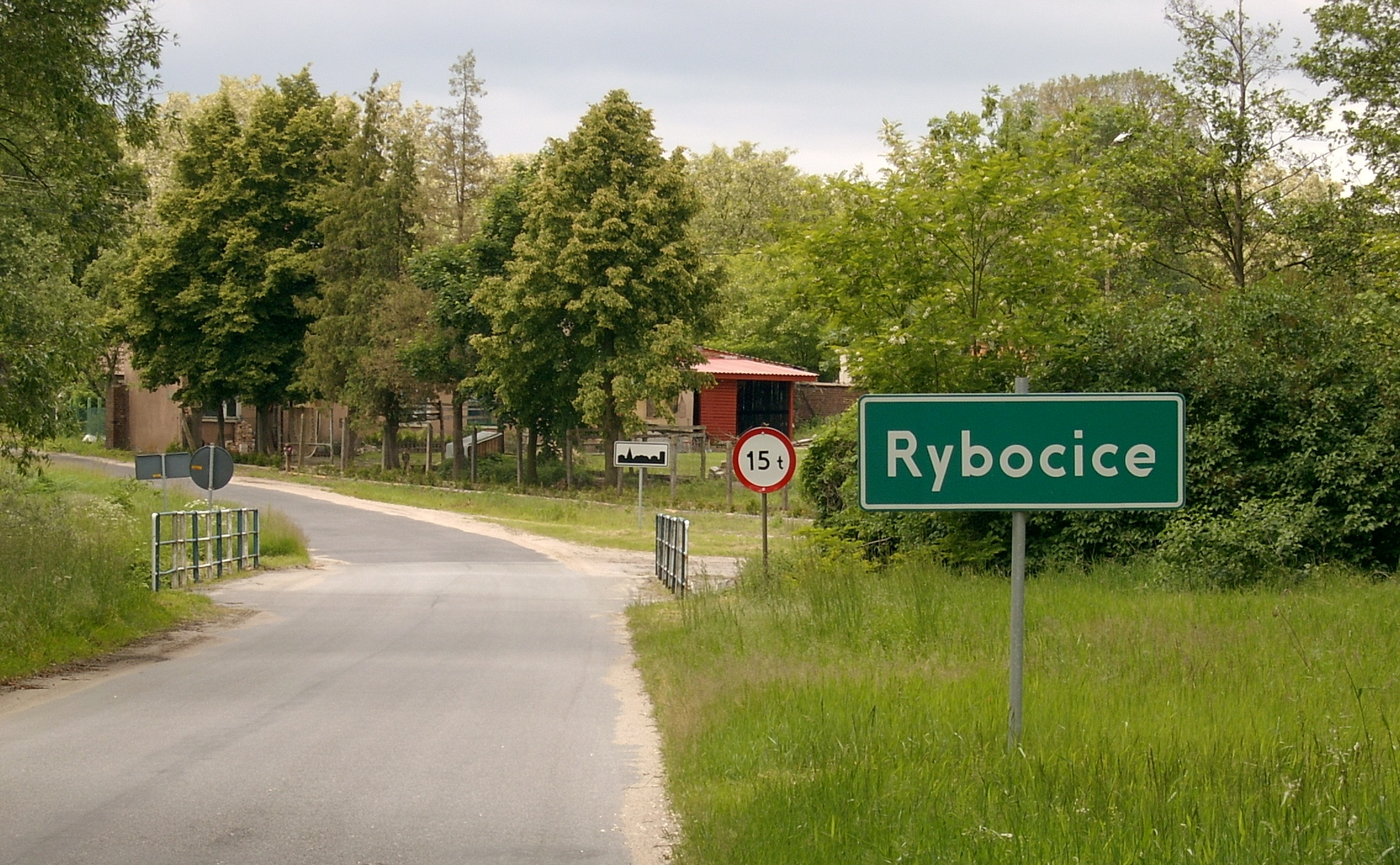
Ortseingang

## Geographische Lage
Das Dorf liegt  in der Mark Brandenburg an der Straße zwischen Świecko (Schwetig) und Kunice (Kunitz), etwa zwei Kilometer östlich der Oder an der Eilang, einem rechten Nebenfluss der Oder, und neun Kilometer südöstlich des ehemaligen Frankfurter Stadtteils Dammvorstadt.

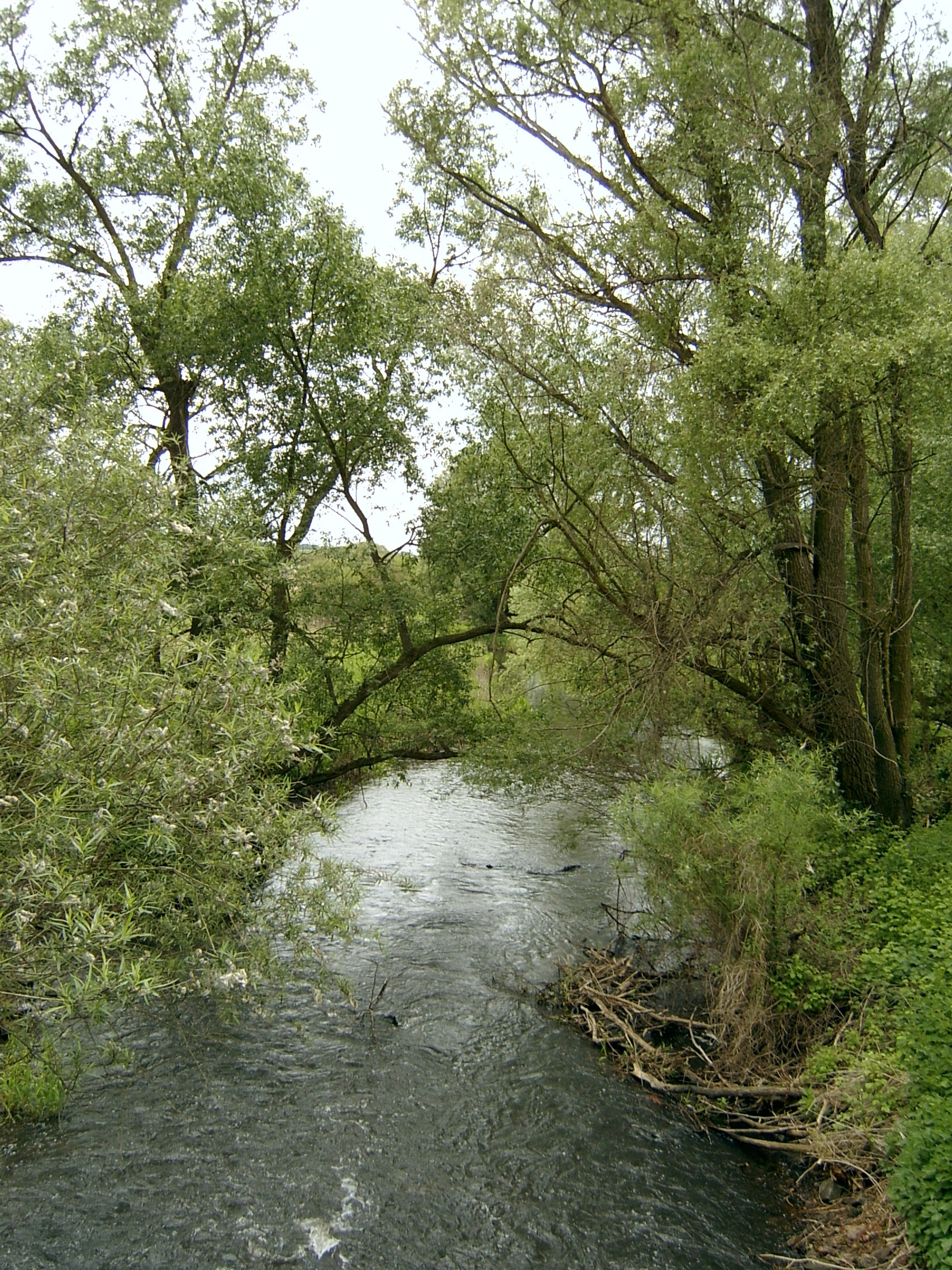
Die Eilang

## Geschichte
Der ursprünglich slawische Ort wurde erstmals 1250 schriftlich erwähnt. 1308 wurde das erste Mal ein Lehnschulze mit Schulzengericht, das eine freie Schäferei besaß, erwähnt. Am 21. Mai 1311 übereignete Markgraf Woldemar das Dorf inklusive einer Mühle und einem Schulzengut dem Kloster Neuzelle. Im Mai/Juni 1432 plünderten die Hussiten das Dorf. 1437 erwarb die  Stadt Frankfurt (Oder) die Ortschaft Reipzig  mit 18 Hufen Land, worauf 1437 16 Bauern und 17 Kossäten lebten. Der Ort besaß einen Lehnschulzen, der zwei Freihufen hatte. Der Ort besaß eine Getreidemühle, wobei deren Errichtungszeit nicht bekannt ist.
Da der Stadt Frankfurt auf dem rechten Oderufer außerdem die benachbarten vier Dörfer Schwetig, Kunersdorf, Kunitz und Trettin gehörten und die fünf Dörfer zusammengenommen die Eigenschaft eines Ritterguts besaßen, stand dem  Frankfurter Stadtrat ein Sitz der Ritterschaft im Landtag zu.
Im Oktober 1477 belagert Hans von Sagan mit seinen Truppen Frankfurt und plündert und brandschatzt in Reipzig.
Zwischen 1535 und 1571 wurde durch den Magistrat der Stadt Frankfurt der Bau einer Papiermühle veranlasst, da sie für die Universität der Stadt einen erhöhten Papierbedarf besaß. 1551 wurde im Auftrag der Stadt eine Walkmühle errichtet, die die sie nutzenden Tuchmacher 28 Groschen jährlich kostete, zuzüglich der Instandsetzungskosten. Ab dem 16. Jahrhundert verpachtete die Stadt Frankfurt die Papiermühle. Während des Dreißigjährigen Krieges wurde das Dorf von verschiedenen Armeen besetzt. Zwischen 1631 und 1644 kommt es abwechselnd zur Besetzung durch kaiserliche und schwedische Soldaten. Durch die damit einhergehenden Brandschatzungen, Plünderungen und Kontributionsforderungen werden die Einwohner stark belastet. Auch während dieser Zeit wütende Seuchen belasten das Dorf und dezimieren seine Einwohner.
Eine detaillierte Auflistung aus dem Jahr 1651 gibt an, dass im Ort zwei Hufen dem Vorwerk, zwei dem Lehnschulzen und 18 den Bauern zuzurechnen waren. Ein Bericht von 1601 spricht von insgesamt 24 Hufen Land, die restlichen zwei gehörten vermutlich der Kirche. Im 18. Jahrhundert musste das Dorf seine Gerichtsbarkeit an das Frankfurter Stadtgericht abgeben.
Während der Schlacht bei Kunersdorf am 12. August 1759 wurde zuerst Schwetig und danach auch Reipzig vollständig niedergebrannt. Der Ort und ebenso die Papiermühle wurde von der Stadt Frankfurt wieder aufgebaut, wobei die Papiermühle danach in Erbpacht betrieben wurde. Erster Erbpächter war Johann Gottlieb Franke. 1797 wurden im Ort 103 Pferde, 102 Ochsen, 180 Kühe, 171 Schweine und 300 Schafe gezählt, Zahlen die sich während der Besetzung durch die Franzosen stark verringerten. 1806 bis 1808 erfolgten die Besetzung durch Frankreich und die damit einhergehende Zahlung von Kontributionen. Die Zahlungen und Aufwendungen für die Verpflegung der Soldaten führten dazu, dass auf Grund mangelnden Zugviehs kein Mehl von der Mühle an die Stadt Frankfurt geliefert werden konnte.
Die Wut der Dorfbewohner gegenüber den französischen Besatzern zeigt sich am 27. Juli 1808, als der Müllermeister Koch und sein Schwager Matzdorf einige der Franzosen mit einem Knüppel verprügelten. Daraufhin wurden sie von den Franzosen verhaftet und nach Reppen gebracht. Der Magistrat Frankfurts setzte sich für die beiden ein und so wurden sie der Stadt ausgeliefert mit der Bedingung sie auszupeitschen, was auch erfolgte. Auf Geheiß der Stadt musste ab 1810 eine Wache aufgestellt werden, die tagsüber aus einem, nachts aus zwei Mann bestand. Damit sollte das Dorf vor dem seit dem Ende des Franzosenbesetzung vermehrt auftretendem Gesindel geschützt werden. Aus 1819 stammt eine neue Aufstellung der Viehbestände. Danach gab es 73 Pferde, 78 Ochsen, 136 Kühe und 57 Schweine, eine etwas spätere Aufstellung von 1834 gibt noch einen im Vergleich zu 1795 stark gewachsenen Bestand an Schafen von 807 an. Ab Ende des 18. Jahrhunderts wurde das Amt des Schulzen immer unattraktiver, da die Privilegien abnahmen, die Pflichten aber stiegen, was zur Folge hatte, dass der Schulze oft wechselte. Die Situation zeigt sich in einem Zirkular der Stadt Frankfurt, in dem steht: Seine königliche Majestät haben befohlen, dass das Schulzenamt in den Dörfern als Ehrenamt betrachtet werden soll … 1830 wurde von den Bewohnern die Ablösung des Schulzen Sieg gefordert, da er sein Amt vernachlässigte. 1831 kam die Stadt der Forderung nach.
1819 gab es in Reipzig 70 Wohnhäuser, 69 Ställe und Schuppen, fünf Scheunen sowie Mühlen und Fabrikgebäude. 1838 gab es 18 Kossäten, 18 Büdner, 17 Bauern, 14 Altsitzer, neun Einlieger, drei Müller, drei Hirten, einen Schäfer und eine Zimmermann.
1840 verkaufte Frankfurt die Papiermühle an die Brüder Karl August und Gottlieb Ludwig Wuttig. Die inzwischen von den Brüdern erweiterte Mühle wurde 1870 vom Neffen Wuttigs Guido Baerwaldt und Kurt Steinberg erworben, letzterer gab seine Teilhaberschaft aber 15 Jahre später wieder auf. Baerwaldt ließ die Mühle modernisieren und zu einer Fabrik ausbauen. Dazu gehörte die Umstellung des Antriebes auf eine Dampfmaschine, die Errichtung eines Zellstoff- und eines Sägewerkes. Auch die Verfahren wurden unter Baerwaldt verbessert und beispielsweise ein Verfahren zur Produktion von Packpapier aus Kiefernholz entwickelt.
1873 kam der Ort auf Grund einer allgemeinen Verwaltungsreform zum Landkreis Weststernberg. Am 1. September 1907 wurde die Bahnlinie von Kunersdorf nach Ziebingen eröffnet, welche Haltestellen in Pulverkrug, nahe Reipzig, Kunitz, Aurith und Sandow hatte. Nach dem Ersten Weltkrieg wurde die SPD wichtige politische Kraft in Reipzig und stellte lange Zeit den Bürgermeister. So wurden bei der Kreistagswahl vom 30. November 1925 256 Stimmen für die SPD 137 für die Brandenburger Heimatliste und 6 für die NSDAP abgegeben. Die KPD und der Block der Mitte erhielten keine Stimmen.
Bei der Reichstagswahl im November 1932 wurden 211 Stimmen für die SPD, 37 für die KPD, 29 für die DNVP und 185 für die NSDAP gezählt. Dies bedeutete im Vergleich zur vorangegangenen Wahl im Juli einen Gewinn von 100 Stimmen für die SPD, 24 für die KPD, 18 für die DNVP und einen Verlust von 26 Stimmen für die NSDAP.
Reipzig gehörte zum Landkreis Weststernberg, Regierungsbezirk Frankfurt, in der preußischen Provinz Brandenburg des Deutschen Reichs.
Zum Ende des Zweiten Weltkriegs flohen die Einwohner von Reipzig am Morgen des 2. Februars 1945  in Richtung der Frankfurt Dammvorstadt vor der herannahenden Roten Armee. Einige flüchteten auch direkt über die zugefrorene Oder nach Brieskow. Vermutlich am folgenden Tag besetzte die Rote Armee den Ort kampflos. Die dabei ebenfalls besetzte Papierfabrik wurde von deutschen Flugzeugen bombardiert. Die Reste wurden später demontiert und die Gebäude abgerissen.
Nach Kriegsende wurde Reipzig zusammen mit den anderen östlich der Oder-Neiße-Linie liegenden deutschen Regionen unter polnische Verwaltung gestellt. Es begann die Zuwanderung polnischer Migranten. Polnische Milizionäre verhinderten die Rückkehr der Einheimischen in ihr Dorf. Reipzig wurde in Rybocice umbenannt.
Bei einer Verwaltungsreform wurde der Ort 1975 Teil der neu gegründeten Wojewodschaft Gorzów. Eine erneute Reform löste diese auf, und der Ort wurde Teil der Wojewodschaft Lebus.

### Demographie
| Jahr | Einwohnerzahl | Anmerkungen                                           |
| ---- | ------------- | ----------------------------------------------------- |
| 1819 | 343           | [ 11 ]                                                |
| 1831 | 631           | [ 11 ]                                                |
| 1867 | 901           | am 3. Dezember                                        |
| 1871 | 951           | am 1. Dezember, davon 938 Evangelische, 13 Katholiken |
| 1910 | 876           | am 1. Dezember                                        |
| 1933 | 913           | [ 14 ]                                                |
| 1936 | 856           | [ 11 ]                                                |
| 1939 | 857           | [ 14 ]                                                |

### Namensherkunft
Der Ortsname leitet sich vom slawischen Wort repa ab, was Rübe bedeutet.

## Kultur und Sehenswürdigkeiten
Bauwerke
- Römisch-katholische Dorfkirche St. Joseph, nach der Schlacht bei Kunersdorf zwischen 1793 und 1797 wieder aufgebaut, bis 1945 evangelisch.